# Represa do Zújar
A represa do Zújar foi construída no ano 1964, dentro das atuações do Plano Badajoz para o fornecimento de água aos cultivos de regadio que se instalaram na zona. Ao construir-se a represa da Serena no interior de seu copo, reduziu-se consideravelmente a sua capacidade, passando de 700 aos atuais 309 hm³ e convertendo-se este na contra represa da Serena. Dispõe de uma central hidroeléctrica na base da represa.
Desde este represa nasce o Canal do Zújar, que abastece de água a 4524 Ha de terras em Vegas Altas do Guadiana.  
Baixo a presa do Zújar encontra-se o povoado de pescadores nas antigas casas dos trabalhadores que construíram a represa.

## Meio natural
Nas margens do represa existem repopulações florestais, principalmente de eucaliptos e grandes pastizais típicos da zona.
Devido a sua importância ornitológica goza da figura de proteção ZEPA sendo uma zona importantíssima para a acolhida de aves nos meses de inverno. Assim mesmo, o trecho fluvial do rio Zújar águas abaixo da represa, tem sido declarado Lugar de Interesse Comunitário por seu grande valor ecológico.

## Turismo
O represa do Zújar está equipado com boas infraestruturas turísticas com miradouros, portos, praias e piscina natural, que permitem o desfrute do água durante o verão. Ademais é uma zona muito atraente para a pesca devido à abundância e variedade de espécies presentes, onde podemos encontrar carpas, barbos, bogas, lucios,...
A orlas da represa localiza-se o Complexo de Turismo Rural Ilha do Zújar, lugar ideal para o descanso ou desfrute da natureza mediante a prática de atividades como a descida do rio Zújar em canoas, pesca, caminhadas, observação de aves,...